# Limberg (Teutoburger Wald)
Der Limberg ist ein 194,3 m ü. NN hoher Berg im niedersächsischen Landkreis Osnabrück (Deutschland). Er gehört zum Teil zum Gebiet der Stadt Bad Iburg, zum Teil zur Gemeinde Hilter am Teutoburger Wald.
Am Limberg stürzte 1910 der Zeppelin LZ 7 „Deutschland“ ab, woran ein Gedenkstein an der Absturzstelle erinnert.

## Lage
Der Limberg ist Teil des Teutoburger Waldes. Südlich liegt der Große Freeden (269 m ü. NN), südwestlich der Kleine Freeden (200 m ü. NN), südöstlich der Hohnsberg (241,9 m ü. NN).
Der Limberg ist von Bad Iburg durch die zum Teil unbefestigte Straße „Zum Limberg“ erschlossen, die nicht für den öffentlichen Verkehr freigegeben ist. Sie führt von der Osnabrücker Straße, einem Teilstück der Bundesstraße 51, nach Osten. Von Wellendorf, einem Teil der Gemeinde Hilter, führt ebenfalls eine Straße mit dem Namen „Zum Limberg“ nach Westen zum Berg. Nördlich des Limbergs führt die Kreisstraße 333 am Berg entlang. „Am Limberg“ heißt eine Straße im Stadtteil Kloster Oesede von Georgsmarienhütte, die von Nordosten zum Berg führt.

## Geologie
Zusammen mit dem westlich gelegenen 213 m ü. NN hohen Urberg und dem Hohnsberg ist der Limberg Teil des so genannten Zweiten Teutoburger-Wald-Kamms aus Sandstein der Unterkreide, dem Osning-Sandstein.

## Geschichte
Der Limberg war bis ins 20. Jahrhundert wenig zugänglich. Er ist dicht bewaldet, zum großen Teil mit Nadelwald, der forstwirtschaftlich genutzt wird. Der Berg ist bis auf eine traditionsreiche Gaststätte in der Nachbarschaft des an den Zeppelinabsturz erinnernden Gedenksteines, dem sogenannten Zeppelinstein, nicht besiedelt. Erst im Laufe des 20. Jahrhunderts wurde er durch Wanderwege, die ausgeschildert sind, erschlossen.

### Steinkohlenzeche
Am Limberg wurde im 19. Jahrhundert Steinkohlenbergbau betrieben. In der Nähe der Absturzstelle des Zeppelins befand sich eine Zeche, der Karlsstollen. Hier wurde auf dem Feld „Hilterberg“ von 1874 bis 1903 Wealdenkohle abgebaut. Aus Tiefbauschächten wurden jährlich etwa 9.000 Tonnen Kohle gefördert. Der Stollen war 920 Meter lang; die Sohlen lagen zwischen 75 und 105 Meter sowie 155 Meter tief. Im Gelände sind noch Abraumhalden sowie Luftschächte auszumachen; außerdem ist die Lenkrolle einer Drahtseilbahn erhalten.

### Zeppelin-Absturz

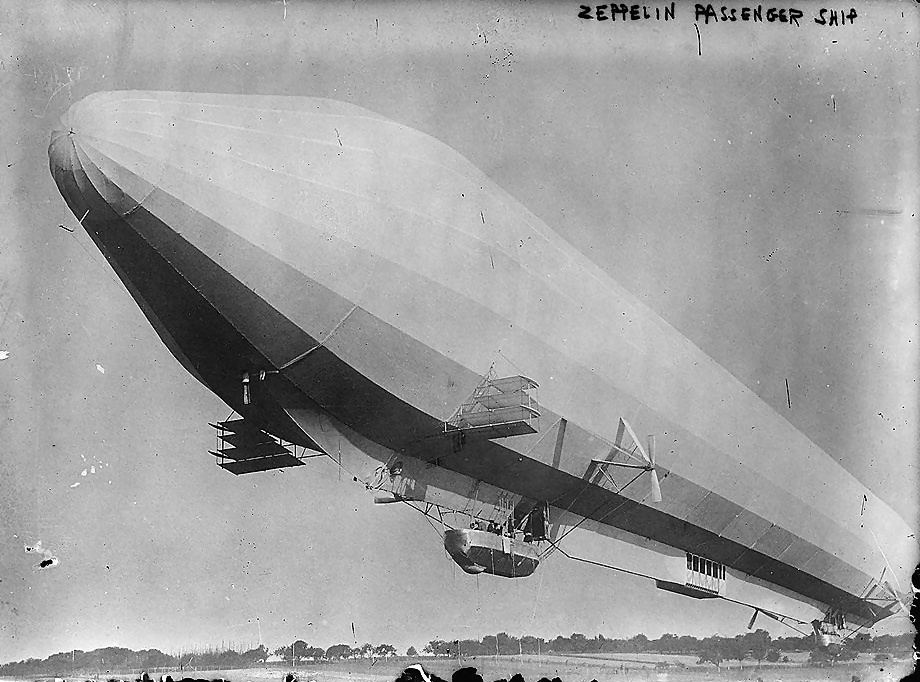
LZ 7 „Deutschland“

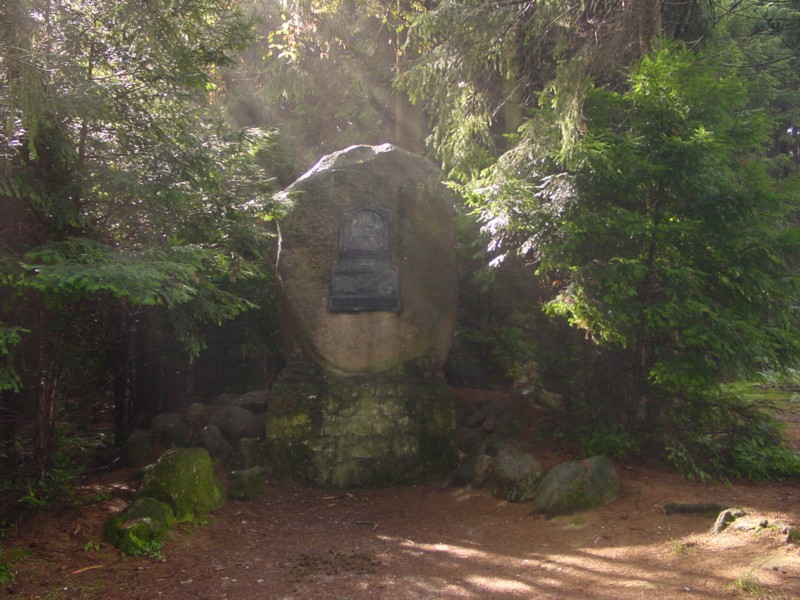
Gedenkstein am Limberg zur Erinnerung an den Absturz des Zeppelins LZ 7 „Deutschland“ am 28. Juni 1910

Am 28. Juni 1910 stürzte am Limberg das Verkehrsluftschiff LZ 7, der siebte in Friedrichshafen am Bodensee gebaute Zeppelin, ab. Es war am Morgen in Düsseldorf zu einer Vergnügungsfahrt gestartet, um Werbung für Personenbeförderung mit Zeppelinen zu machen. Die Deutsche Luftschiffahrts-Aktiengesellschaft mit Sitz in Frankfurt am Main hatte dazu Journalisten, auch aus dem Ausland, eingeladen. Der Zeppelin kämpfte mit Motorausfall und geriet am Teutoburger Wald in ein schweres Unwetter mit Sturm und Schneefall. Kurz nach 17 Uhr fiel erneut ein Motor aus; der Zeppelin verlor rapide an Höhe und stürzte in den Nadelwald. Dabei blieb er acht Meter über dem Erdboden im Geäst stecken. Personen kamen nicht zu Schaden. Der Unfall erregte im In- und Ausland wegen ausführlicher Berichterstattung in den Medien große Aufmerksamkeit.
An der Unglücksstelle stellte der Teutoburger-Wald-Gebirgsverein 1911 einen Gedenkstein auf, bestehend aus einem großen Findling aus Granit. Die darauf angebrachte Bronzetafel, die der Osnabrücker Bildhauer Heinrich Wulfertage (1854–1924) schuf, trägt das Porträt Ferdinand Graf von Zeppelins und die Inschrift:

„Hier strandete schneebedeckt im Sturm am 28. 6. 1910 das erste Verkehrs-Luftschiff Z 7 ‘Deutschland’ – Trotzdem vorwärts –“

Das Geschehen blieb im kollektiven Gedächtnis der Bevölkerung und wurde von Generation zu Generation weitererzählt. Heinrich Künne aus Bad Iburg beschrieb im Iburger Platt, was ihm sein Vater von dem Unglück erzählte: „Ick weet et noch wie van Daage, siär use Pappe, os ik de mächtige Zigarren ganz schraut über den Friär för de düsteren Wolken in die Luft staun seug. Up eenmol sackede he nau unnen weg und man konn de nix miähr van sehn – Et duerde garnich lange do keimen de Lüe met Fahrriäer, met Piärd und Wagen un auk to Foote, und se röpen: ‚De Zeppelin is unnergaun, do buorben up'n Limbiärge mot he liggen‘“.
Von Bad Iburg aus werden regelmäßig geführte Wanderungen veranstaltet, die am Zeppelinstein vorbei führen.